# Борщевський Віктор Валентинович
Борщевський Віктор Валентинович — український політик. Кандидат фізико-математичних наук (1987); доцент Дніпропетровського державного технічного університету залізничного транспорту; перший секретар Дніпропетровського обкому КПУ.

## Біографія
Народився 2 січня 1951 (місто Дніпропетровськ) в сім'ї викладачів; росіянин; одружений; має сина і дочку.

### Освіта
Дніпропетровський державний університет, фізичний факультет (1973), радіофізик.

### Кар'єра
- 1973—1975 — служба в армії.
- 1975—1981 — старший інженер науково-дослід. сектору, асистент кафедри фізики Дніпропетровського інституту інженерів залізничного транспорту.
- 1981—1984 — аспірант Московського державного університету.
- 1985—1998 — молодший науковий працівник, асистент, доцент кафедри фізики Дніпропетровського інституту інженерів залізничного транспорту (Дніпропетровський державний технічний університет залізничного транспорту).

### Політична діяльність
09.2007 кандидат в народні депутати України від КПУ, № 121 в списку. На час виборів: народний депутат України, член КПУ.
Народний депутат України 5-го скликання 04.2006-11.2007 від КПУ, № 15 в списку. На час виборів: народний депутат України, член КПУ. Секретар Комітету з питань законодавчого забезпечення правоохоронної діяльності (з 07.2006), член фракції КПУ (з 04.2006).
Народний депутат України 4-го скликання 04.2002-04.2006 від КПУ, № 35 в списку. На час виборів: народний депутат України, член КПУ. Член фракції комуністів (з 05.2002), член Комітету з питань боротьби з організованою злочинністю і корупцією (з 06.2002).
Народний депутат України 3-го скликання 04.1998-04.2002 від КПУ, № 39 в списку. На час виборів: доцент Дніпропетровського державного технічного університету залізничного транспорту, член КПУ. Член Комітету в справах пенсіонерів, ветеранів та інвалідів (з 07.1998); член фракції КПУ (з 05.1998).
З 1993 — перший секретар Дніпропетровського обкому КПУ, член ЦК КПУ, член Президії ЦК КПУ (02.2001-06.2005).